# Georg Funk (Architekt)
Georg Otto Funk (* 3. April 1901 in Dresden; † 13. Januar 1990 ebenda) war ein deutscher Architekt und Stadtplaner.

## Leben

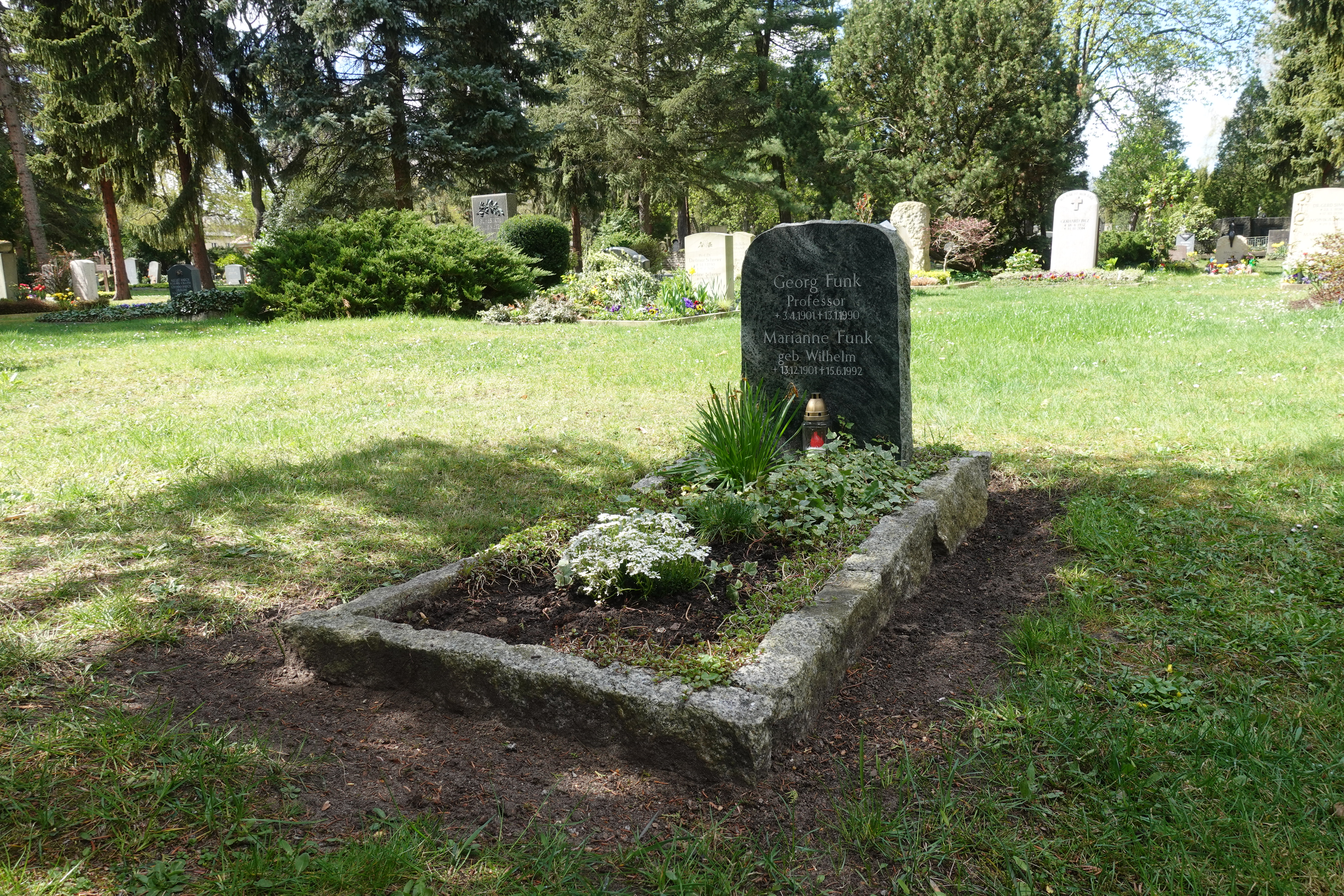
Grab von Georg Funk auf dem Trinitatisfriedhof

Georg Funk kam als Sohn des Postinspektors Gustav Funk in Dresden zur Welt. Sein Vater hatte unter anderem den Bau des Postamts 16 an der Dresdner Gerokstraße geleitet. Georg Funk beendete die Schulzeit an der Oberrealschule in Dresden-Johannstadt 1920 mit dem Abitur und studierte anschließend bis 1926 auf Diplom Architektur mit der Vertiefung Städtebau an der Technischen Hochschule Dresden. Im Jahr 1929 legte er erfolgreich die zweite Staatsprüfung ab.
Bereits während des Studiums hatte Funk unter anderem bei Adolf Muesmann und Carl Schmid-Curtius praktische Erfahrungen gesammelt. Nach Ende des Studiums arbeitete er als Architekt im Stadtplanungsamt Chemnitz. Im Jahr 1935 wurde er zum Architektur-Sonderbeauftragten des sächsischen Innenministeriums für die städtebauliche Neuordnung im Raum Aue und Schneeberg eingesetzt. Ein Jahr später übernahm er die Leitung der Stadtplanung in Chemnitz und wurde zum Oberbaurat ernannt. In dieser Funktion führte er nach dem Ende des Zweiten Weltkriegs auch die ersten Planungen für einen Wiederaufbau der zerstörten Stadt durch. Ab 1946 war er Stadtbaudirektor von Chemnitz.
Im Jahr 1949 wurde Georg Funk als Dozent für Baurecht und Bauordnung an die TH Dresden berufen und übernahm kurz darauf die Professur für Städtebau. Von 1951 bis 1953 stand er der Abteilung für Architektur der TH Dresden vor und war von 1953 bis 1955 Dekan der Fakultät Bauwesen. Im Jahr 1968 wurde Georg Funk emeritiert. Er wohnte in Dresden-Wachwitz, Oberwachwitzer Weg 22. Funk starb 1990 in Dresden, sein Grab befindet sich auf dem dortigen Trinitatisfriedhof.

## Wirken

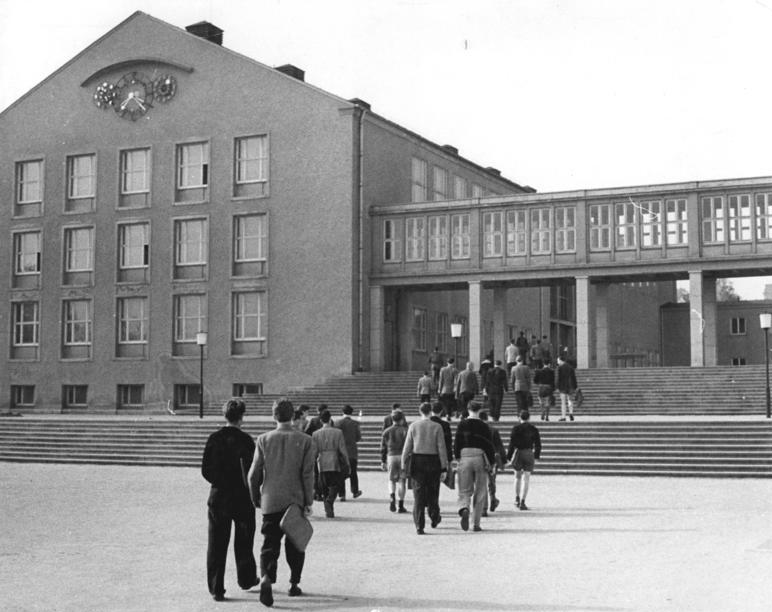
Trefftz-Bau der TH Dresden 1956

Funk erarbeitete nach Ende des Zweiten Weltkriegs Konzepte für den Wiederaufbau zahlreicher Städte der DDR, darunter Eisenhüttenstadt, Hoyerswerda (Neustadt), Cottbus, Erfurt, Greifswald und Halle (West). Für seine Leistung beim Wiederaufbau der Stadt Chemnitz wurde er mit der Schinkelmedaille ausgezeichnet.
Rund 20 Projekte Funks widmeten sich der Stadt Dresden, für deren Generalbebauungsplan er seit 1951 zuständig war, wobei sich Funk für einen behutsamen Stadtauf- und -umbau Dresdens innerhalb auch der historischen Stadtstrukturen einsetzte. Bei einem Wettbewerb für die städtebauliche und architektonische Gestaltung der Ost-West-Magistrale Dresdens, an dem sich Funk 1954 gemeinsam mit Werner Dutschke beteiligte, erhielten beide den 1. Preis. Charakteristisch für Funks Entwürfe waren die „ausgewogene… Abfolge von Straßen und Plätzen, unter Beachtung wichtiger Sichtachsen“. Diese Bemühungen scheiterten schließlich am neuen industriellen Wohnungsbau der DDR.
Funk schuf als Leiter des Planungsbüros der TH Dresden von 1951 bis 1968 die städtebauliche Konzeption für die Rekonstruktion und Erweiterung des Campus der TH Dresden nach Ende des Zweiten Weltkriegs. Mit Architekten wie Walter Henn, Karl Wilhelm Ochs und Heinrich Rettig entstanden so Gebäude wie der Willers-Bau oder der Trefftz-Bau. Zudem lieferte Funk 1963 die Bebauungskonzeption für die Erweiterung der damaligen Medizinischen Akademie „Carl Gustav Carus“ (seit 1993 Universitätsklinikum Carl Gustav Carus Dresden) bis zum Waldparkareal.
Funk war ab 1953 Mitglied des Bundesvorstands des Bundes der Architekten der DDR (BdA). Er war zudem Mitglied der Deutschen Bauakademie.

## Veröffentlichungen (Auswahl)
- Die bauliche Entwicklung der TH und ihre Bedeutung für das Dresdner Stadtbild. In: Technische Hochschule Dresden: 125 Jahre Technische Hochschule Dresden. 1953, S. 248–255.
- Wettbewerb für die städtebauliche und architektonische Gestaltung der Ost-West-Magistrale in Dresden. In: Deutsche Architektur, Jg. 3, 1954, Bd. 6, S. 240–-247.
- Die bauliche Entwicklung der Technischen Universität Dresden. In: Deutsche Architektur, Jg. 15, 1966, S. 284–287.
- Städtebauliche Rekonstruktion der Klein- und Mittelstädte. In: Technische Universität Dresden: Wissenschaftliche Zeitschrift der Technischen Universität Dresden, Jg. 18, 1969, Bd. 1, S. 79–86.